# Mid-South Coliseum
Das Mid-South Coliseum ist eine Mehrzweckhalle in Memphis, Tennessee, die 1963 eröffnet und 2006 geschlossen wurde.
Die Arena war Austragungsort verschiedenster Sportveranstaltungen aus den Disziplinen Hockey, Basketball, Fußball und Wrestling. Ebenso fanden zahlreiche Rockkonzerte in der Halle statt; so traten hier international erfolgreiche Künstler wie Elvis Presley, Eric Clapton, Judas Priest, Prince und The Beatles in der Arena auf. Die Arena bot Platz für 10.100 Besucher und wurde am 6. Dezember 2006 geschlossen. Die US-amerikanische Regierung erklärte die Halle zu einem historischen Bauwerk, was einen Abriss der Halle verhindert.